# Cantone di Séméac
Il Cantone di Séméac era una divisione amministrativa dell'arrondissement di Tarbes.
A seguito della riforma approvata con decreto del 25 febbraio 2014, che ha avuto attuazione dopo le elezioni dipartimentali del 2015, è stato soppresso.

## Composizione
Comprendeva i comuni di:
- Allier
- Angos
- Barbazan-Debat
- Bernac-Debat
- Bernac-Dessus
- Montignac
- Salles-Adour
- Sarrouilles
- Séméac
- Vielle-Adour